# Valinhos (piłkarz)
Valinhos, właśc. Jose Claudinei Georgini (ur. 15 grudnia 1947 w Valinhos) – piłkarz i trener brazylijski, występujący na pozycji napastnika.

## Kariera klubowa
W karierę piłkarską Valinhos rozpoczął w klubie Bonsucesso Rio de Janeiro w 1968. W 1969 był zawodnikiem CR Vasco da Gama. W latach 70. Valinhos występował w Olarii, Goiás EC, Portuguesy Rio de Janeiro. W 1978 był zawodnikiem Volta Redonda FC. W Volta Redonda 23 marca 1978 w przegranym 0-2 meczu z CRB Maceió Valinhos zadebiutował w lidze brazylijskiej. Ostatni raz w lidze brazylijskiej wystąpił 23 lipca 1978 w przegranym 1-2 meczu z Portuguesy São Paulo. Ogółem w I lidze wystąpił w 16 meczach. Piłkarską karierę zakończył rok później w Serrano Petrópolis.

## Kariera trenerska
W 1980 roku Valinhos rozpoczął karierę trenerską szkoląc młodzież we Fluminense FC. W latach 80. pracował w ZEA, gdzie trenował Al-Wasl i Al-Ahli. W latach 90. był tymczasowym trenerem CR Flamengo i Botafogo. W 2001 został trenerem reprezentację Brazylii U-17, by wkrótce przejąć reprezentację Brazylii U-20. Z tą ostatnią uczestniczył w Igrzyskach Panamerykańskich w Santo Domingo. Na turnieju Brazylia zdobyła srebrny medal przegrywając w finale z Argentyną. W 2008 był selekcjonerem reprezentacji Zimbabwe.